# 보령시의 국회의원

## 행정구역 변천
- 1945년 8월 15일 충청남도 보령군
- 1986년 1월 1일 보령군 대천읍이 대천시로 승격
- 1995년 1월 1일 대천시와 보령군을 통합하여 보령시 설치

## 보령시의 역대 국회의원 일람
| 대수                 | 이름           | 소속정당       | 임기                               | 선거구역                             | 개표결과 |
| -------------------- | -------------- | -------------- | ---------------------------------- | ------------------------------------ | -------- |
| 제1대                | 임석규(林奭奎) | 대동청년단     | 1948년 5월 31일 - 1950년 5월 30일  | 보령군 일원(제11선거구)              | 보기     |
| 제2대                | 김영선(金永善) | 무소속         | 1950년 5월 31일 - 1954년 5월 30일  | 보령군 일원(제11선거구)              |          |
| 제3대                | 김영선(金永善) | 자유당         | 1954년 5월 31일 - 1958년 5월 30일  | 보령군 일원(제11선거구)              |          |
| 제4대                | 이원장(李源長) | 자유당         | 1958년 5월 31일 - 1960년 7월 28일  | 보령군 일원(제12선거구)              |          |
| 제5대 민의원         | 김영선(金永善) | 민주당         |                                    | 보령군 일원(제12선거구)              |          |
| 제6대                | 김종갑(金鍾甲) | 민주공화당     | 1963년 12월 17일 - 1967년 6월 30일 | 서천군·보령군 일원(제6선거구)        |          |
| 제7대                | 이원장(李源長) | 민주공화당     | 당선 무효                          | 서천군·보령군 일원(제6선거구)        |          |
| 제7대                | 김옥선(金玉仙) | 신민당         | 1968년 6월 3일 - 1971년 6월 30일   | 서천군·보령군 일원(제6선거구)        |          |
| 제8대                | 최종성(崔鐘聲) | 민주공화당     | 1971년 7월 1일 - 1972년 10월 17일  | 보령군 일원(제8선거구)               |          |
| 제9대                | 김옥선(金玉仙) | 신민당         | 1973년 3월 12일 - 1975년 10월 13일 | 부여군·서천군·보령군 일원(제5선거구) |          |
| 제9대                | 김종익(金鍾翊) | 민주공화당     | 1973년 3월 12일 - 1979년 3월 11일  | 부여군·서천군·보령군 일원(제5선거구) |          |
| 제10대               | 김종필(金鍾泌) | 민주공화당     | 1979년 3월 12일 - 1980년 7월 4일   | 부여군·서천군·보령군 일원(제5선거구) |          |
| 제10대               | 조중연(趙重衍) | 신민당         | 1979년 3월 12일 - 1980년 10월 27일 | 부여군·서천군·보령군 일원(제5선거구) |          |
| 제11대               | 이상익(李相翊) | 민주정의당     | 1981년 4월 11일 - 1985년 4월 10일  | 부여군·서천군·보령군 일원(제6선거구) |          |
| 제11대               | 조중연(趙重衍) | 민주한국당     | 1981년 4월 11일 - 1985년 4월 10일  | 부여군·서천군·보령군 일원(제6선거구) |          |
| 제12대               | 이상익(李相翊) | 민주정의당     | 1985년 4월 11일 - 1988년 5월 29일  | 부여군·서천군·보령군 일원(제6선거구) |          |
| 제12대               | 김옥선(金玉仙) | 신한민주당     | 1985년 4월 11일 - 1988년 5월 29일  | 부여군·서천군·보령군 일원(제6선거구) |          |
| 제13대               | 김용환(金龍渙) | 신민주공화당   | 1988년 5월 30일 ~ 2004년 5월 29일  | 대천시·보령군 일원                   |          |
| 제14대               | 김용환(金龍渙) | 민주자유당     | 1992년 5월 30일 ~ 1996년 5월 29일  | 대천시·보령군 일원                   |          |
| 제15대               | 김용환(金龍渙) | 자유민주연합   | 1996년 5월 30일 ~ 2000년 5월 29일  | 보령시 일원                          |          |
| 제16대               | 김용환(金龍渙) | 희망의한국신당 | 2000년 5월 30일 ~ 2004년 5월 29일  | 보령시·서천군 일원                   |          |
| 제17대 제18대        | 류근찬(柳根粲) | 자유민주연합   | 2004년 5월 30일 ~ 2012년 5월 29일  | 보령시·서천군 일원                   |          |
| 제19대 제20대 제21대 | 김태흠(金泰欽) | 새누리당       | 2012년 5월 30일 ~ 2022년 4월 29일  | 보령시·서천군 일원                   |          |
| 제21대 제22대        | 장동혁(張東赫) | 국민의힘       | 2022년 6월 2일 ~                   | 보령시·서천군 일원                   |          |

## 같이 보기
- 서천군의 국회의원
- 부여군의 국회의원
- 보령군의 국회의원
- 대천시·보령군
- 보령시 (선거구)
- 보령시·서천군